# Victoria Espinosa
Victoria Espinosa (Santurce, 26 de marzo de 1922-Bayamón, 6 de julio de 2019) fue una directora teatral y académica puertorriqueña, quien fue Profesora de Teatro en la Universidad de Puerto Rico. Comparada con otras pioneras del teatro puertorriqueño, como Myrna Casas y Gilda Navarra, dirigió más de 120 obras a lo largo de su carrera, fundó el Taller Teatral Puerto Rico Theatrón y la Asociación de Actores de Puerto Rico, y llegó a ser conocida como «la gran dama del teatro puertorriqueño».

## Primeros años e vida y educación
Nació el 26 de marzo de 1922 en el barrio de Tras Talleres de San Juan. Su padre, Eduviges Espinosa, era albañil y poeta, y su madre, Isolina Torres, era ama de casa. Birracial (su padre era negro y su madre blanca), sufrió discriminación racial cuando era niña.
Asistió a la Universidad de Puerto Rico (UPR) para obtener su licenciatura en Drama, graduándose en 1949, habiendo sido enseñada por Leopoldo Santiago Lavandero, y Ludwig Schajowicz. Posteriormente obtuvo una maestría en Estudios Hispánicos. Posteriormente realizó su doctorado en Dramaturgia Práctica en la Universidad Nacional Autónoma de México (UNAM), el cual le fue otorgado en 1968.

## Carrera
Al retirarse en 2010, ocupaba el puesto de Profesora Emérita de Teatro en la Universidad de Puerto Rico. Comenzó su carrera en la universidad, dirigiendo el teatro infantil. Este programa formó a varios artistas, entre ellos: Luis Rafael Sánchez, Pedro Santaliz y Rafael Acevedo. Mientras trabajaba allí fundó el Taller Teatral Theatrón de Puerto Rico. Una de sus producciones notables en la década de 1970, Areyto Pessoro, retrató la vida del pueblo taíno, que era indígena de Puerto Rico. De 1984 a 1988 dirigió el Instituto de Cultura Puertorriqueña. También fundó la Asociación de Actores de Puerto Rico. Otros directores puertorriqueños con los que se la ha comparado son Myrna Casas y Gilda Navarra. También actuó en dos momentos de su carrera: durante sus estudios de doctorado en México y cuando tenía 90 años. Durante el último período interpretó papeles en Las Preciosas Ridículas de Moliere y Rockaby de Samuel Beckett.

## Dirección teatral
Dirigió más de 120 obras a lo largo de su carrera. En 1958 dirigió Los soles truncos, de René Marqués, en el Primer Festival de Teatro Puertorriqueño. Esta colaboración fue un éxito y Espinosa fue la única persona que dirigió esa obra durante los siguientes treinta años. También puso en escena las obras de su antiguo alumno, Luis Rafael Sánchez, colaborando con él a menudo.

Espinosa junto a un retrato de Lorca.

En 1978 dirigió el estreno mundial de El público, obra de Federico García Lorca. La obra fue escrita en 1930, pero no pudo representarse en ese momento debido a sus temas homosexuales. Su puesta en escena incluyó pinturas surrealistas. Otra producción destacable fue la de La Isla Antilla de Tere Marichal, que salió de gira por Norteamérica en 1996. También es reconocida por haber establecido «por sí sola» el teatro experimental en Puerto Rico. También dirigió El archivo, obra de Tadeus Rosewicz, que fue interpretada por la Compañía de Teatro del Consejo de Estudiantes, lo que los consagró como una compañía más seria.

## Premios y reconocimientos
El Who's Who of Contemporary World Theatre se refirió a Espinosa como «la gran dama del teatro puertorriqueño» y en 1997 le fue otorgado el Premio a la Trayectoria del XII Festival Internacional de Teatro, que se celebró en Miami.
El Museo Casa Natal Federico García Lorca le otorgó su máximo galardón, el Pozo de Plata, en el año 2000. En el mismo año el Teatro Music Hall de Santurce pasó a llamarse Teatro Victoria Espinosa en su honor.
Espinosa y su esposo participaron en la serie documental Crónicas 90, que destacó los logros de los puertorriqueños que habían llegado a la edad de 90 años. Otras personas destacadas en la serie incluyeron: Frank H. Wadsworth, José R. Alicea, Iluminado Dávila Medina, Nellie Vera Sánchez y Flavia Lugo de Marichal.
En 2022 se celebró el centenario de su natalicio con conferencias y presentaciones en la Universidad de Puerto Rico. Estos eventos también fueron parte de la Semana para la Erradicación del Racismo y la Afirmación de los Afrodescendientes, que a su vez tuvo lugar dentro del Decenio Internacional de las Naciones Unidas para los Afrodescendientes (2012-2024), y se vinculó con la herencia birracial de Espinosa.
En 2024, el festival puertorriqueño La Campechada estuvo dedicado a Espinosa y contó con actuaciones en todo Santurce inspiradas en temas rectores de su vida, como el género y el teatro.

## Vida personal
En 1953 se casó con el artista surrealista Luis Maisonet; tuvieron dos hijos. Murió el 6 de julio de 2019, a los 97 años. Fue enterrada en el Cementerio Santa María Magdalena de Pazzis.